# کاربی دوپا/لوودوپا

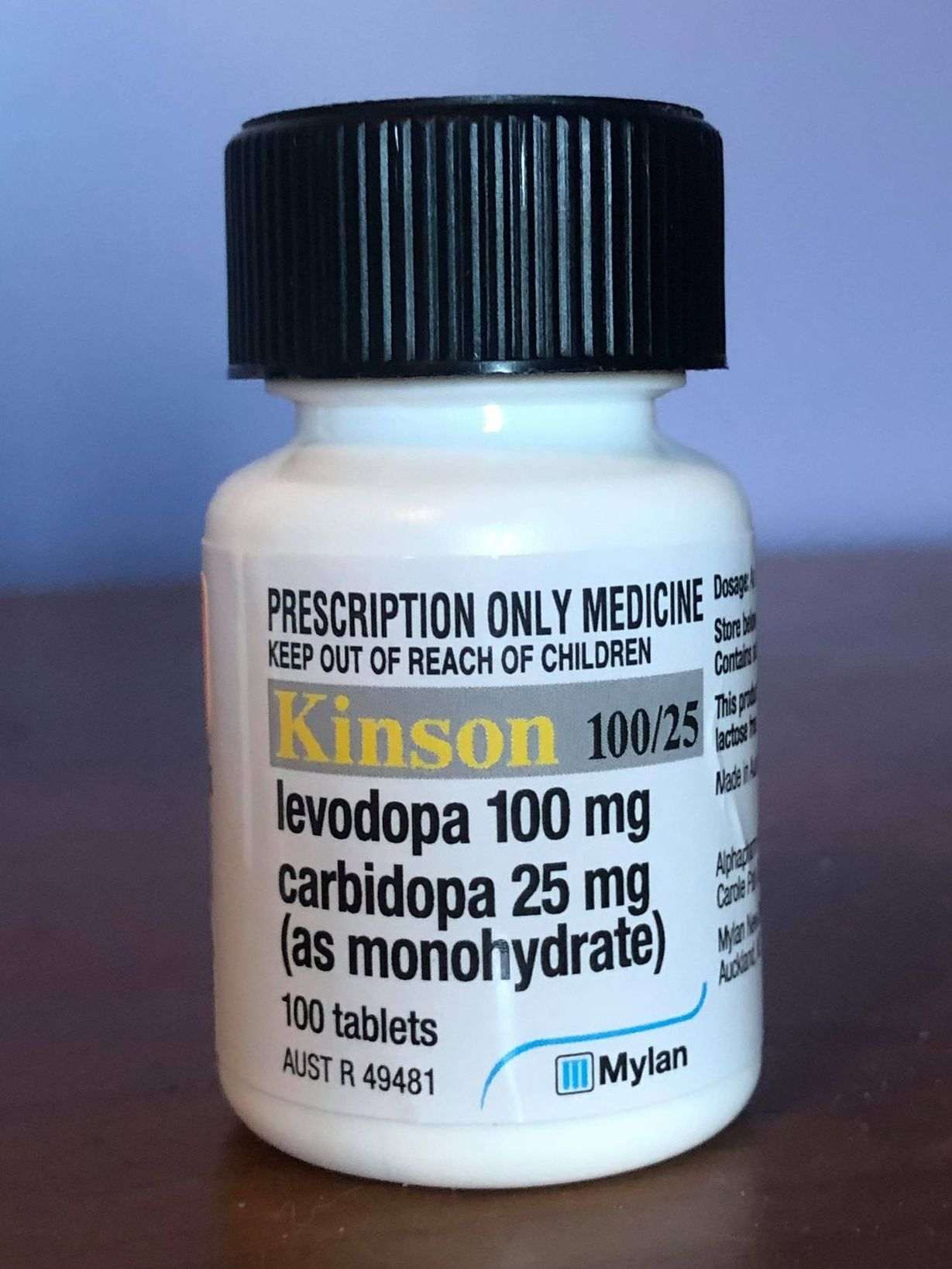
بسته دارویی کاربی دوپا یا لوودوپا

کاربدوپا/لوودوپا, همچنین به عنوان levocarb و co-careldopa شناخته شده ترکیبی از دو داروی کاربدوپا و لوودوپا است. و به‌طور اولیه در درمان علائم بیماری پارکینسون مورد استفاده قرار می‌گیرد اما دوره بیماری را تغییر نمی‌دهد. دارو از طریق دهانی مصرف می‌شود. می‌تواند دو تا سه هفته بعد از درمان و قبل از شروع مزایای آن خورده شود. سپس اثر هر دوز حدود ده دقیقه پس از مصرف شروع می‌شود و با مدت زمان اثر حدود پنج ساعت ادامه می‌یابد.
عوارض جانبی شامل مشکلات حرکتی و تهوع است. عوارض جانبی جدی تر عبارتند از افسردگی و فشار خون پایین موقع ایستادن، شروع ناگهانی خواب آلودگی سایکوزو افزایش خطر اختلالات رفتای است. کاربدوپا مانع از شکستن لوودوپا در خارج از مغز می‌شود. در مغز لوودوپا به دوپامین تجزیه می‌شود که از این طریق اثراتش را اعمال می‌کند.
این دارو در لیست داروهای ضروری سازمان بهداشت جهانی است و مهم‌ترین داروهای مورد نیاز در نظام سلامت پایه است. به عنوان یک داروی ژنریک در دسترس است است و نسبتاً گران است. در سطح جهانی قیمت عمده فروشی دارو حدود ۱٫۸۰ تا ۳٫۰۰ دلار در ماه است. در ایالات متحده یک ماه عرضه حدود ۵۰ تا ۱۵۰ دلار است.

## موارد استفاده پزشکی

### بیماری پارکینسون
آن است که در درجه اول استفاده می‌شود به بهبود علائم بیماری پارکینسون اما تغییر نمی‌کند و دوره این بیماری است. می‌توانید آن را دو تا سه هفته از درمان قبل از مزایای دیده می‌شود. هر دوز و سپس شروع به کار در حدود ده دقیقه با مدت زمان اثر از حدود پنج ساعت است.
یک فرمول است که می‌توان در داخل روده پمپ شناخته شده به عنوان Duodopa در حال توسعه است.

### دیگر
دیگر با استفاده از include برای دوپامین-پاسخگو دیستونی (DRD) و سندرم پاهای بیقراراست.
وجود شواهد تجربی وجود دارد که این دارو با درمانهای دیگر در تنبلی چشم استفاده می‌شود.

## عوارض جانبی
به صورت ناشتا تهوع آور است